# イスラム世界

イスラム教徒の人口比（中東の非イスラム外国人を含まない）

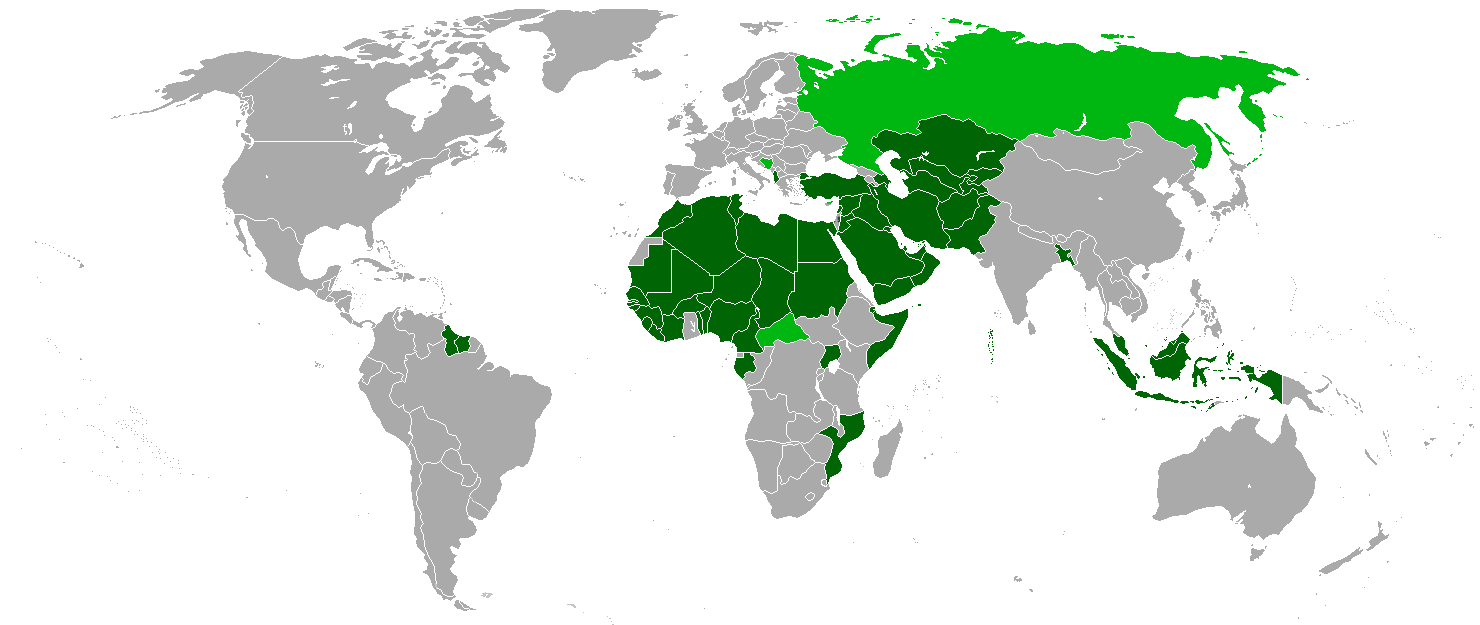
イスラム協力機構加盟国

イスラム世界（イスラムせかい）とは、イスラム教（イスラーム）とそれを信仰・実践する人々であるムスリム（イスラム教徒）が社会の中心に立って活動する地域を指し、イスラム法（シャリーア）の用語に言うダール・アル＝イスラーム（「イスラムの家」）とほぼ等しい概念を意味する語である。歴史的な対象を指すのにしばしば使われるが、イスラム世界の中に法としてシャリーアを用いない国も少なくない現代を指しては、イスラム圏（イスラーム圏）、イスラム諸国などの言葉を用いることも多い。

## イスラム教国
イスラム教国とは、イスラム教に関連が深い国のことであり、以下のどちらかを指す。
1. 国教がイスラム教である国、シャリーア（イスラーム法）を法として実際に運用している国。この場合はイスラム国家と呼ばれることが多い。この定義ではトルコやアルバニアのような、人口の大多数がイスラム教徒であっても世俗主義を標榜する国家は入らない。
2. イスラム教徒が人口の比較的多数を占め、国家の指導的立場、ヘゲモニーをイスラム教徒が握る国。ほぼすべてがイスラム協力機構 (OIC) に加わっている。「ムスリム国家」とほぼ同義であり、「キリスト教国」「仏教国」「ヒンドゥー教国」などの言葉に対応する。

## イスラム世界に内包あるいは交差する地域概念
地政学的概念
- 中東
- 近東
- 中近東
- ペルシア湾岸

地理的概念
- 北アフリカ
- 西アフリカ
- 東アフリカ
- 西アジア
- 西南アジア
- 中央アジア
- 南アジア
- 東南アジア

文化的概念
- アラブ世界
- マグリブ
- マシュリク
- スワヒリ
- イラン世界
- トルキスタン
  - 西トルキスタン
  - 東トルキスタン

個別地域
- アンダルシア
- ボスニア・ヘルツェゴビナ
- アラビア半島
  - ヒジャーズ
  - ナジュド

- 歴史的シリア
- アナトリア半島
- バルカン半島
- メソポタミア
- イラン高原
- ホラーサーン
- ホラズム
- マー・ワラー・アンナフル
- フェルガナ盆地
- パミール高原
- タリム盆地
- キプチャク草原
  - カザフ草原
  - 南ロシア草原

- クリミア
- カフカス

## 関連文献
- イブン・ハルドゥーン 著、森本公誠 訳『歴史序説』岩波書店〈岩波文庫〉、2001年。
- デヴィッド・ニコル 著、清水和裕監 訳『イスラーム世界歴史地図』明石書店、2014年。
- 羽田正『〈イスラーム世界〉とは何か 「新しい世界史」を描く』講談社〈講談社学術文庫〉、2021年。
- 林佳世子, 桝屋友子 編『記録と表象 史料が語るイスラーム世界』東京大学出版会、2005年。